# John Knowles (guitariste)
Pour les articles homonymes, voir John Knowles.
John Knowles est un auteur-compositeur et guitariste américain, connu pour être le premier des cinq Certified Guitar Players de l'histoire de la musique (les cinq autres sont: Marcel Dadi, Tommy Emmanuel, Jerry Reed Hubbard et Steve Wariner), récompense décernée par Atkins à ses amis. (1996)

## Biographie
La première approche musicale de Knowles se fit à travers l'accordéon. Plus tard, il apprit à jouer du ukulélé et se mit à transposer du clavier de l'accordéon au manche de la guitare. Ses aptitudes à la guitare lui permirent de jouer de la guitare en école supérieure, où il découvrit que l'instrument était assez négligé : il obtint son doctorat en physique de la Texas Christian University, continuant et persévérant toujours l'exercice de la guitare.

## Honneurs
- Il fut introduit en 2004 au National Thumb Picker's Hall of Fame
- Il a remporté un Grammy et deux nominations aux Emmy